# Big Brother and the Holding Company
Big Brother and the Holding Company — американський рок-гурт, що постав у Сан-Франциско 1965 року разом з такими визначними творцями психоделічного року, як Grateful Dead, Quicksilver Messenger Service і Jefferson Airplane. Після деяких початкових змін гурт став добре відомий у складі вокалістки Дженіс Джоплін, гітаристів Сема Ендрю та Джеймса Ґерлі, басиста Пітера Албіна та барабанщика Дейва Ґетца. Другий альбом гурту Cheap Thrills, випущений у 1968 році, вважається одним із шедеврів психоделічного звучання Сан-Франциско; він посів перше місце в чартах Billboard і посів 338 місце в списку 500 найкращих альбомів усіх часів Rolling Stone.
Джоплін покинула гурт 1968 року після запису Cheap Thrills і розпочала успішну сольну кар'єру. На заміну їй до гурту долучилися Нік Ґрейвенітс, Кеті МакДональд і Дейв Шеллок. У такому складі гурт випустив ще два альбоми, перш ніж розпатися 1972 року. Класичний склад (без Джоплін, яка померла 1970 року) возз’єднався 1987 року. Відтоді гурт виступав з різними вокалістами.

## Дискографія

### Студійні альбоми
- Big Brother & the Holding Company (1967)
- Cheap Thrills (1968)
- Be a Brother (1970)
- How Hard It Is (1971)
- Can't Go Home Again (1997)
- Do What You Love (1999)